# Euler-Medaille
Die Euler-Medaille (Euler Medal) ist eine seit 1993 vom Institute of Combinatorics and its Applications (ICA) verliehene Auszeichnung für hervorragende Lebensleistungen in Kombinatorik. Der Mathematiker sollte noch aktiv in der Forschung sein. Die Euler-Medaille ist nach Leonhard Euler benannt.
Das Institute of Combinatorics and its Applications wurde 1990 gegründet, ihr erster Präsident war William Thomas Tutte. Seine Nachfolger waren Anne Penfold Street und Ronald C. Mullin. Stand 2017 ist der Sitz des ICA an der Florida Atlantic University in Boca Raton, ihr Präsident ist Doug Stinson von der University of Waterloo, Kanada.

## Preisträger
- 1993: Claude Berge (Frankreich), Ronald Graham (USA)
- 1994: Joseph A. Thas (Belgien)
- 1995: Hanfried Lenz (Deutschland)
- 1996: Jacobus van Lint (Niederlande)
- 1997: nicht verliehen
- 1998: Peter Hammer (USA), Anthony J. W. Hilton (Vereinigtes Königreich)
- 1999: D. K. Ray-Chaudhuri (USA)
- 2000: Richard A. Brualdi (USA), Horst Sachs (Deutschland)
- 2001: Spyros Magliveras (USA)
- 2002: Herbert Wilf (USA)
- 2003: Peter Cameron (Australien), Charles Colbourn (USA)
- 2004: Doron Zeilberger (USA), Zhu Lie (China)
- 2005: Ralph Faudree (USA), Aviezri Fraenkel (Israel)
- 2006: Clement W. H. Lam (Kanada), Nick Wormald (Kanada)
- 2007: Stephen Milne (USA), Heiko Harborth (Deutschland)
- 2008: Gábor Korchmáros (Ungarn)
- 2009: nicht verliehen
- 2010: Bojan Mohar (Slowenien)
- 2011: Cheryl Praeger (Australien)
- 2012: Alexander Rosa (Kanada)
- 2013: Curt Lindner (USA)
- 2014: Brian Alspach (USA)
- 2015: nicht verliehen
- 2016: James Hirschfeld (Vereinigtes Königreich)
- 2017: Fan Chung (USA)
- 2018: Dieter Jungnickel (Deutschland)
- 2019: nicht verliehen
- 2020: Marston Conder (Neuseeland)
- 2021: Hendrik Van Maldeghem (Belgien)
- 2022: George E. Andrews (USA)
- 2023: Jennifer Seberry (Australien)